# Идалион

Карта городов-государств на древнем Кипре

Идалион (греч. Ιδάλιον) — древний город на Кипре, известный храмом Афродиты (один из эпитетов богини — Идалия). Жители города почитали Афродиту как главное божество.
Идалион располагался близ современного города Дали в районе Никосия. В древности он был одним из десяти городов-государств на острове, которые упоминаются в анналах (табличках) ассирийского царя Асархаддона (680—669 до н. э.).